# Calyptochloa
Calyptochloa là một chi thực vật có hoa trong họ Hòa thảo (Poaceae).

## Loài
Chi Calyptochloa gồm các loài: